# 296-та піхотна дивізія (Третій Рейх)
296-та піхотна дивізія (Третій Рейх) (нім. 296. Infanterie-Division) — піхотна дивізія Вермахту за часів Другої світової війни.

## Історія
296-та піхотна дивізія була сформована 6 лютого 1940 в Пассау, в XIII-му військовому окрузі (нім. Wehrkreis XIII) під час 8-ї хвилі мобілізації Вермахту.
В червні 1944 р. знищена в Бобруйському «котлі» в складі групи армій «Центр».

## Райони бойових дій
- Німеччина (лютий — травень 1940);
- Бельгія, Франція (травень 1940 — лютий 1941);
- Генеральна губернія (лютий — червень 1941);
- СРСР (південний напрямок) (червень — вересень 1941);
- СРСР (центральний напрямок) (вересень 1941 — липень 1944).

## Командування

### Командири
- генерал-майор, з 1 серпня 1941 генерал-лейтенант Вільгельм Штеммерман (нім. Wilhelm Stemmermann) (6 лютого 1940 — 8 січня 1942);
- генерал-лейтенант Фрідріх Крішер Едлер фон Верегг (нім. Friedrich Krischer Edler von Wehregg) (8 січня — 2 квітня 1942);
- оберст Ульріх Шютце (нім. Ulrich Schütze) (2 квітня — 1 травня 1942);
- генерал-майор, з 1 січня 1943 генерал-лейтенант Карл Фауленбах (нім. Karl Faulenbach) (1 травня 1942 — 1 січня 1943);
- генерал-майор, з 1 серпня 1943 генерал-лейтенант Артур Кулльмер (нім. Arthur Kullmer) (1 січня 1943 — 19 червня 1944).

## Нагороджені дивізії
Нагороджені дивізії
|  | Кавалери Золотого Німецького Хреста                                                                        | 94                                             |
|  | Кавалери Лицарського хреста Залізного хреста з Дубовим листям                                              | 1 (№ 343 оберст Альфред Друффнер — 30.11.1943) |
|  | Кавалери Лицарського хреста Залізного хреста                                                               | 22                                             |
|  | Кавалери Почесної відзнаки сухопутних військ «Почесна застібка на орденську стрічку для Сухопутних військ» | 16                                             |

- Нагороджені Сертифікатом Пошани Головнокомандувача Сухопутних військ (2)
- Нагороджені Сертифікатом Пошани Головнокомандувача Сухопутних військ за збитий літак противника (4)